# Gervasio Antonio de Posadas
Gervasio Antonio de Posadas y Dávila (Buenos Aires, 1757 - idem, 1833) était un homme politique et chef d’État argentin.
En 1813, il devint l’un des triumvirs du second triumvirat, puis, le 31 janvier 1814, sous le régime unipersonnel du Directoire, accéda à la fonction de Directeur suprême des Provinces-Unies du Río de la Plata, fonction qu’il occupera jusqu’au 9 janvier 1815.

## Biographie
Après des études au couvent Saint-François de Buenos Aires, il entra au service de Manuel José de Lavardén comme assistant juridique. En 1789, il fut sélectionné notaire général par le diocèse, charge qu’il occupera jusqu’aux événements de la révolution de Mai. N’ayant du reste pas prévu la survenue imminente de cette révolution, il fut pris de court par l’occupation du cabildo le 25 mai 1810. Un mois plus tard cependant, il fut nommé procureur et protecteur de la ville de Buenos Aires.
Sous le gouvernement de la Grande Junte, ses donations à la Société patriotique lui valurent d’être considéré comme appartenant à la mouvance politique de Mariano Moreno et d’être donc frappé, à la suite de la révolution des 5 et 6 avril 1811, d’une mesure de proscription par les partisans de Cornelio Saavedra, l’obligeant à s’exiler de Buenos Aires et de demeurer en résidence surveillée dans la ville de Mendoza, à près de mille kilomètres à vol d’oiseau de la capitale.
Retourné à Buenos Aires, il fit partie en 1812, conjointement avec Nicolás Rodríguez Peña et Juan Larrea, du second triumvirat, et à ce titre eut à se conformer aux dispositions fixées par l’Assemblée de l'an XIII, qui avait placé dans le triumvirat le pouvoir exécutif. Son travail en tant que triumvir étant fort apprécié, l’Assemblée décida peu après, le 22 janvier 1814, de concentrer en ses seules mains la totalité du pouvoir exécutif, avec le titre de Directeur suprême des Provinces-Unies du Río de la Plata, inaugurant ainsi le régime du Directoire. Au cours de son bref mandat, Cornelio Saavedra et Joaquín Campana, seuls à ne pas bénéficier d’une mesure d’amnistie, durent s’exilier.
Une de ses principales mesures fut de nommer José de San Martín gouverneur de Cuyo, en lui envoyant des troupes et des fonds. À la suite de l’occupation de Montevideo en 1814, il prit soin que le chef de file indépendantiste de la Bande Orientale (correspondant grosso modo à l’actuel Uruguay), José Gervasio Artigas, fût réputé séditieux, et répudia les députés que celui-ci avait envoyés à Buenos Aires, incitant ainsi la Bande Orientale, les provinces d’Entre Ríos, de Corrientes et de Santa Fe à se constituer en une Ligue des Peuples libres, dite aussi Ligue fédérale, des Provinces-Unies. Le général José Rondeau, commandant en chef de l’armée du Haut-Pérou, pour s’estimer insuffisamment soutenu par le pouvoir central dans le siège qu’il mettait devant Montevideo, et se sentir défavorisé par Posadas en faveur de son propre neveu Carlos María de Alvear, se souleva dans le nord du pays.
Ce soulèvement, ajouté au retour sur le trône d’Espagne du roi Ferdinand VII, mirent le gouvernement de Posadas en grave difficulté, et le portèrent finalement à démissionner le 9 janvier 1815, 22 jours avant d’atteindre une durée de mandat d’un an. Alvear lui succéda dans la fonction de Directeur suprême, mais après la chute de celui-ci en avril 1815, Posadas fut incarcéré, occupant 22 cellules différentes dans les six années suivantes, jusqu’à sa remise en liberté au milieu de 1821. En 1829, il commença à écrire ses Mémoires, qu’il acheva quelque temps plus tard.